# Championnats du monde de course en ligne de canoë-kayak de 2024
Navigation
Édition précédente Édition suivante
Les Championnats du monde de course en ligne de canoë-kayak de 2024, quarante-huitième édition des championnats du monde de course en ligne, ont lieu du 23 au 25 août 2024 à Samarcande, en Ouzbékistan. 
Étant donné que cette édition a eu lieu une année coïncidant avec les Jeux olympiques de Paris 2024, seules des épreuves non olympiques ont été organisées.

## Médaillés

### Hommes
| Épreuve     | Or                                 | Or        | Argent                                  | Argent    | Bronze                                 | Bronze    |
| Canoë       | Canoë                              | Canoë     | Canoë                                   | Canoë     | Canoë                                  | Canoë     |
| ----------- | ---------------------------------- | --------- | --------------------------------------- | --------- | -------------------------------------- | --------- |
| C–1 200 m   | Oleksii Koliadych (POL)            | 38.660    | Pablo Graña (ESP)                       | 39.083    | Zaza Nadiradze (GEO)                   | 39.180    |
| C–1 500 m   | Serghei Tarnovschi (MDA)           | 1:47.312  | Martin Fuksa (CZE)                      | 1:48.405  | Cătălin Chirilă (ROU)                  | 1:48.456  |
| C–1 5 000 m | Wiktor Głazunow (POL)              | 25:33.565 | Serghei Tarnovschi (MDA)                | 25:49.241 | Balázs Adolf (HUN)                     | 26:30.410 |
| C–2 1 000 m | AIN- Zakhar Petrov - Ivan Dmitriev | 3:41.510  | Hongrie- Balázs Adolf - Dániel Fejes    | 3:42.120  | Ukraine- Yurii Vandiuk - Pavlo Borsuk  | 3:42.433  |
| Kayak       |                                    |           |                                         |           |                                        |           |
| K–1 200 m   | Messias Baptista (POR)             | 34.876    | Jakub Stepun (POL)                      | 34.945    | Carlos Garrote (ESP)                   | 35.308    |
| K–1 500 m   | Josef Dostál (CZE)                 | 1:37.309  | Fernando Pimenta (POR)                  | 1:38.049  | Uladzislau Kravets (AIN)               | 1:38.437  |
| K–1 5 000 m | Mads Pedersen (DEN)                | 22:39.488 | Fernando Pimenta (POR)                  | 22:55.097 | Joakim Lindberg (SWE)                  | 22:59.119 |
| K–2 1000 m  | AIN- Mikita Borykau - Aleh Yurenia | 3:19.104  | Suède- Joakim Lindberg - Martin Nathell | 3:20.543  | Allemagne- Felix Frank - Martin Hiller | 3:32.736  |

### Femmes
| Épreuve    | Or                                                | Or        | Argent                                    | Argent    | Bronze                                   | Bronze    |
| Canoë      | Canoë                                             | Canoë     | Canoë                                     | Canoë     | Canoë                                    | Canoë     |
| ---------- | ------------------------------------------------- | --------- | ----------------------------------------- | --------- | ---------------------------------------- | --------- |
| C–1 500 m  | Liudmyla Luzan (UKR)                              | 2:06.881  | María Mailliard (CHI)                     | 2:08.912  | Mariya Brovkova (KAZ)                    | 2:09.731  |
| C–1 1000 m | Alena Nazdrova (AIN)                              | 4:45.286  | Giada Bragato (HUN)                       | 4:47.684  | Jiang Xina (CHN)                         | 4:49.521  |
| C–1 5000 m | María Mailliard (CHI)                             | 31:15.084 | Annika Loske (GER)                        | 31:37.596 | Valeriia Tereta (UKR)                    | 31:53.552 |
| C–2 500 m  | AIN- Yuliya Trushkina - Inna Nedelkina            | 43.053    | Moldavie- Daniela Cociu - Maria Olărașu   | 44.104    | Chine- Xu Shengnan - Xiang Jingjing      | 44.664    |
| Kayak      |                                                   |           |                                           |           |                                          |           |
| K–1 200 m  | Liudmyla Kuklinovska (UKR)                        | 41.414    | Anastasiia Dolgova (AIN)                  | 42.183    | Bolette Nyvang Iversen (DEN)             | 42.761    |
| K–1 1000 m | Emese Kőhalmi (HUN)                               | 4:03.433  | Maryna Litvinchuk (AIN)                   | 4:07.277  | Melina Andersson (SWE)                   | 4:07.687  |
| K–1 5000 m | Emese Kőhalmi (HUN)                               | 25:18.913 | Maryna Litvinchuk (AIN)                   | 25:35.267 | Miriam Vega (ESP)                        | 25:58.804 |
| K–2 200 m  | AIN- Svetlana Chernigovskaya - Anastasiia Dolgova | 37.326    | Portugal- Teresa Portela - Francisca Laia | 37.420    | AIN- Volha Khudzenka - Maryna Litvinchuk | 37.667    |

### Mixte
| Épreuve    | Or                                                                              | Or       | Argent                                                                             | Argent   | Bronze                                                                            | Bronze   |
| Canoë      | Canoë                                                                           | Canoë    | Canoë                                                                              | Canoë    | Canoë                                                                             | Canoë    |
| ---------- | ------------------------------------------------------------------------------- | -------- | ---------------------------------------------------------------------------------- | -------- | --------------------------------------------------------------------------------- | -------- |
| XC–2 500 m | AIN- Alexey Korovashkov - Ekaterina Shliapnikova                                | 1:47.898 | Hongrie - Kincső Takács - Jonatán Hajdu                                            | 1:48.693 | AIN- Uladzislau Paleshko - Inna Nedelkina                                         | 1:49.343 |
| XC–4 500 m | AIN- Sofiia Shtil - Ekaterina Shliapnikova - Zakhar Petrov - Ivan Shtyl         | 1:37.187 | AIN- Anhelina Bardanouskaya - Uladzislau Paleshko - Vitali Asetski - Volha Klimava | 1:38.694 | Espagne - Valéria Oliveira - Viktoriia Yarchevska - Manuel Fontán - Adrián Sieiro | 1:39.753 |
| Kayak      |                                                                                 |          |                                                                                    |          |                                                                                   |          |
| XK–2 500 m | Portugal - Teresa Portela - Messias Baptista                                    | 1:37.592 | AIN- Volha Khudzenka - Dzmitry Natynchyk                                           | 1:37.603 | Tchéquie - Josef Dostál - Anežka Paloudová                                        | 1:38.340 |
| XK–4 500 m | AIN- Nadzeya Kushner - Volha Khudzenka - Uladzislau Kravets - Dzmitry Natynchyk | 1:24.907 | Hongrie - Laura Ujfalvi - Emese Kőhalmi - Márk Opavszky - Gergely Balogh           | 1:25.731 | Portugal - Teresa Portela - Fernando Pimenta - Messias Baptista - Francisca Laia  | 1:26.320 |